# Waalse Pijl 2020
De 84e editie van de Waalse Pijl zou op 22 april 2020 plaatsvinden, maar werd door de coronapandemie uitgesteld naar 30 september. De wedstrijd vond op de nieuwe wielerkalender plaats tijdens de BinckBank Tour en op de eerste woensdag na het wereldkampioenschap wielrennen. Vanwege de coronamaatregelen was de Muur van Hoei afgesloten voor publiek.

## Mannen

### Uitslag
| Plaats  | Naam               | Ploeg                      | Tijd     |
| ------- | ------------------ | -------------------------- | -------- |
| Winnaar | Marc Hirschi       | Team Sunweb                | 4u49'17" |
| 2       | Benoît Cosnefroy   | AG2R La Mondiale           | z.t.     |
| 3       | Michael Woods      | EF Education First         | z.t.     |
| 4       | Warren Barguil     | Arkéa Samsic               | z.t.     |
| 5       | Daniel Martin      | Israel Start-Up Nation     | z.t.     |
| 6       | Michał Kwiatkowski | Team INEOS Grenadiers      | z.t.     |
| 7       | Patrick Konrad     | BORA-hansgrohe             | + 5"     |
| 8       | Richie Porte       | Trek-Segafredo             | z.t.     |
| 9       | Tadej Pogačar      | UAE Team Emirates          | z.t.     |
| 10      | Simon Geschke      | CCC Team                   | + 10"    |
|         |                    |                            |          |
| 12      | Jelle Vanendert    | Bingoal-Wallonie Bruxelles | z.t.     |
| 16      | Wout Poels         | Bahrain McLaren            | + 18"    |

## Vrouwen

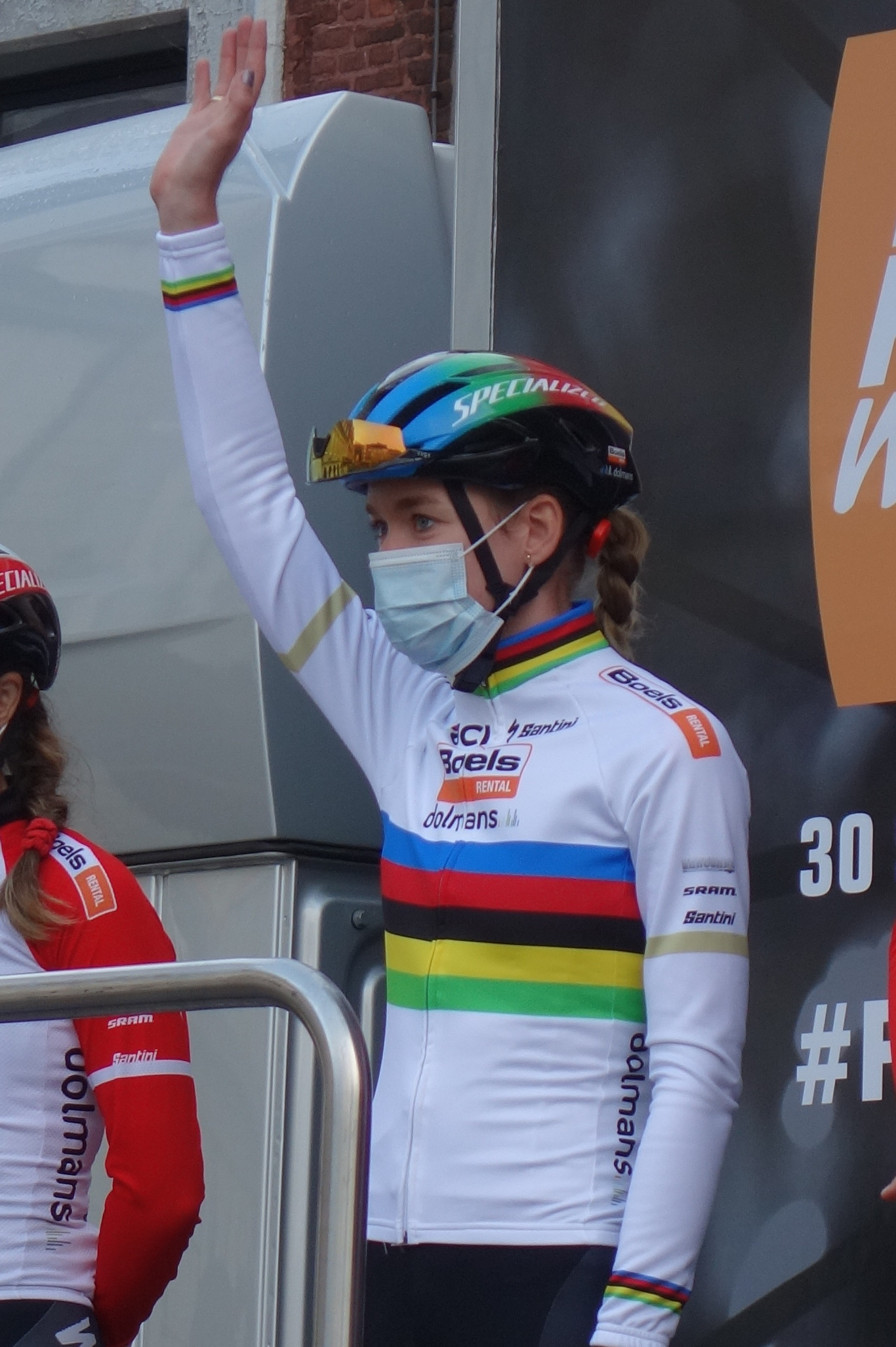
Anna van der Breggen werd vier dagen voor de Waalse Pijl wereldkampioene.

De 23e editie van de Waalse Pijl voor vrouwen werd, net als de wedstrijd voor de mannen, verplaatst van 22 april naar woensdag 30 september. Wereldkampioene Anna van der Breggen won de wedstrijd voor de zesde keer op rij.

### Deelnemende ploegen
| World Tourteams                    | UCI-teams               | UCI-teams               |
| ---------------------------------- | ----------------------- | ----------------------- |
| Alé BTC Ljubljana                  | Arkéa                   | Cogeas-Mettler          |
| Canyon-SRAM                        | Aromitalia Vaiano       | Doltcini-Van Eyck Sport |
| CCC-Liv                            | Astana Women's Team     | Lotto Soudal Ladies     |
| FDJ Nouvelle-Aquitaine Futuroscope | Boels Dolmans           | Massi-Tactic            |
| Mitchelton-Scott                   | Ceratizit-WNT           | Parkhotel Valkenburg    |
| Movistar Team                      | Charente-Maritime Women | Paule Ka                |
| Team Sunweb                        | Chevalmeire             | Team Tibco              |
| Trek-Segafredo                     | Ciclotel                | Valcar-Travel & Service |

### Koersverloop

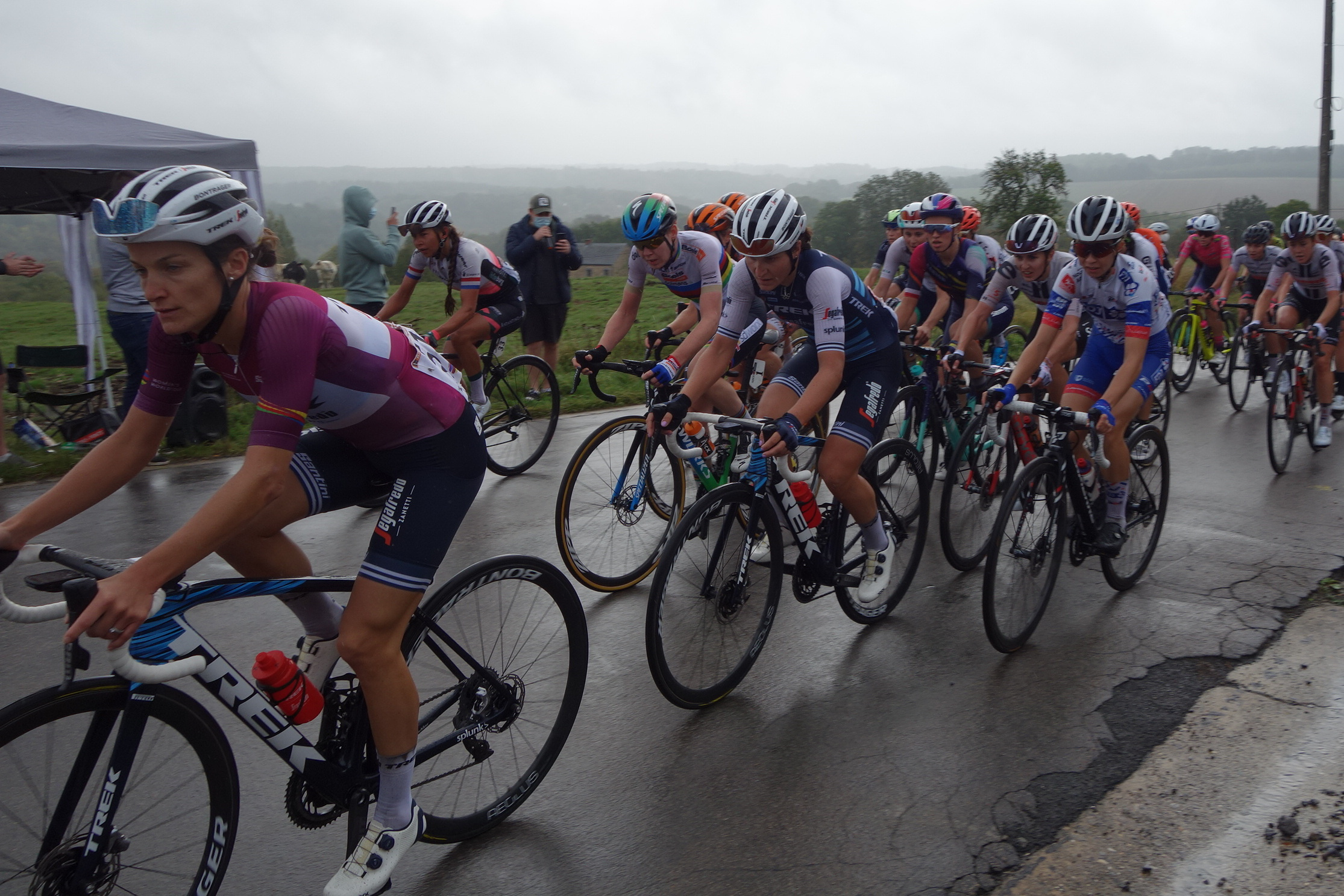
World-Tourleidster Lizzie Deignan leidt het peloton op de Côte d'Ereffe.

Vier dagen na het wereldkampioenschap op de weg voor vrouwen, ging de 23e editie van de Waalse Pijl om 8:45 uur van start voor het stadhuis op de markt van Hoei. Kersvers wereldkampioene Anna van der Breggen won de laatste vijf edities en was ook deze keer topfavoriete. Vanwege de coronamaatregelen was de Muur van Hoei vrij van publiek. Het was de eerste keer dat de wedstrijd live werd uitgezonden. De eerste kopgroep van drie bestond uit de Spaanse Mireia Benito en de Nederlanders Kirstie van Haaften (Ciclotel) en Marieke van Witzenburg (Doltcini-Van Eyck Sport). Nadat zij waren ingerekend, ontstond een nieuwe kopgroep met Amy Pieters, Chantal Blaak, Floortje Mackaij, Anouska Koster, Audrey Cordon-Ragot, Hannah Barnes en Elise Chabbey. Boven op de voorlaatste passage op de Muur, op 30 km voor de finish, smolt de kopgroep samen met het eerste deel van het peloton. In dit uitgedunde peloton hielden Trek-Segafredo en Boels-Dolmans het tempo hoog. Anna van der Breggen begon op kop aan de laatste beklimming van de Muur. Halverwege de slotklim nam Demi Vollering de leiding, maar werd op 200 meter voorbijgestoken door de wereldkampioene. De Deense Cecilie Uttrup Ludwig werd tweede en Vollering derde. Door haar overwinning nam Van der Breggen de leiderstrui in de Women's World Tour over van Lizzie Deignan.

### Uitslag
| Plaats  | Naam                   | Ploeg                              | Tijd     |
| ------- | ---------------------- | ---------------------------------- | -------- |
| Winnaar | Anna van der Breggen   | Boels Dolmans                      | 3u17'28" |
| 2       | Cecilie Uttrup Ludwig  | FDJ Nouvelle-Aquitaine Futuroscope | + 2"     |
| 3       | Demi Vollering         | Parkhotel Valkenburg-Destil        | + 6"     |
| 4       | Elizabeth Deignan      | Trek-Segafredo                     | + 11"    |
| 5       | Elisa Longo Borghini   | Trek-Segafredo                     | z.t.     |
| 6       | Ashleigh Moolman-Pasio | CCC-Liv                            | z.t.     |
| 7       | Mikayla Harvey         | Paule Ka                           | z.t.     |
| 8       | Liane Lippert          | Team Sunweb                        | + 18"    |
| 9       | Marianne Vos           | CCC-Liv                            | + 22"    |
| 10      | Katarzyna Niewiadoma   | Canyon-SRAM                        | + 25"    |
|         |                        |                                    |          |
| 60      | Sara Van de Vel        | Ciclotel                           | + 9'22"  |

1936 · 1937 · 1938 · 1939 · 1940 · 1941 · 1942 · 1943 · 1944 · 1945 · 1946 · 1947 · 1948 · 1949 · 1950 · 1951 · 1952 · 1953 · 1954 · 1955 · 1956 · 1957 · 1958 · 1959 · 1960 · 1961 · 1962 · 1963 · 1964 · 1965 · 1966 · 1967 · 1968 · 1969 · 1970 · 1971 · 1972 · 1973 · 1974 · 1975 · 1976 · 1977 · 1978 · 1979 · 1980 · 1981 · 1982 · 1983 · 1984 · 1985 · 1986 · 1987 · 1988 · 1989 · 1990 · 1991 · 1992 · 1993 · 1994 · 1995 · 1996 · 1997 · 1998 · 1999 · 2000 · 2001 · 2002 · 2003 · 2004 · 2005 · 2006 · 2007 · 2008 · 2009 · 2010 · 2011 · 2012 · 2013 · 2014 · 2015 · 2016 · 2017 · 2018 · 2019 · 2020 · 2021 · 2022 · 2023 · 2024
Lijst van beklimmingen
Tour Down Under ·
Great Ocean Road Race ·
Ronde van de Verenigde Arabische Emiraten ·
Omloop Het Nieuwsblad ·
Parijs-Nice · 
Strade Bianche ·
Ronde van Polen ·
Milaan-San Remo ·
Ronde van Lombardije ·
Critérium du Dauphiné ·
Bretagne Classic ·
Ronde van Frankrijk ·
Tirreno-Adriatico · 
BinckBank Tour ·
Waalse Pijl ·
Ronde van Italië ·
Luik-Bastenaken-Luik ·
Gent-Wevelgem ·
Ronde van Vlaanderen ·
Ronde van Spanje ·
Driedaagse Brugge-De Panne

afgelaste wedstrijden: Parijs-Roubaix ·
Ronde van Guangxi ·
Ronde van Catalonië ·
E3 BinckBank Classic ·
Dwars door Vlaanderen ·
Ronde van het Baskenland ·
Eschborn-Frankfurt ·
Ronde van Romandië ·
Ronde van Zwitserland ·
Clásica San Sebastián ·
RideLondon Classic ·
EuroEyes Cyclassics ·
GP Quebec ·
GP Montreal ·
Amstel Gold Race
 Cadel Evans Great Ocean Road Race ·
 Strade Bianche ·
 GP de Plouay ·
 La Course by Le Tour de France ·
 Ronde van Italië voor vrouwen ·
 Waalse Pijl ·
 Luik-Bastenaken-Luik ·
 Gent-Wevelgem ·
 Ronde van Vlaanderen ·
 Driedaagse Brugge-De Panne ·
 La Madrid Challenge by La Vuelta ·
 Bevrijdingsronde van Drenthe ·
 Trofeo Alfredo Binda-Comune di Cittiglio ·
 Ronde van Californië ·
 OVO Energy Women's Tour ·
 Ronde van Noorwegen ·
 PostNord Vårgårda WestSweden ·
 Boels Ladies Tour ·
 Amstel Gold Race
 Parijs-Roubaix ·
 Ronde van Guangxi ·
 Ronde van Chongming ·